# Henri Arvon
Henri Arvon, nacido Heinz Aptekmann (9 de marzo de 1914 - 2 de diciembre de 1992) fue un historiador de las ideas. Escribió numerosos libros sobre la historia del anarquismo y el movimiento libertario.

## Biografía[1][2]
Nacido en una familia judía de Bayreuth, Heinz Aptekmann asistió a la escuela secundaria de la ciudad y obtuvo su "Abitur" en 1933. Como judío, huyó de Alemania tras la toma del poder por los nazis. Al retirársele la nacionalidad alemana, se instaló en Estrasburgo como apátrida, donde continuó sus estudios, viviendo en un hogar para jóvenes refugiados.
Hizo el servicio militar a partir de 1937 en Granville y se incorporó al ejército francés en 1939. Obtuvo la nacionalidad francesa y para sacar a su futura esposa Marta Weinberg, exiliada como él, del campo donde estaba internada, se casaron en 1939. Tras ser desmovilizado, se incorporó a la Universidad de Clermont-Ferrand, donde ocupó un puesto de profesor en el Instituto de Estudios Germánicos. Tras la invasión de la zona libre, y después de escapar por poco de la detención en noviembre de 1943, se esconde en el campo con su mujer hasta la Liberación y se gana la vida apareciendo en programas culturales emitidos por France Culture y trabajando la tierra para ganar lo suficiente para comer.
Después de la Liberación, enseña entonces en la École Militaire Préparatoire de Billom, tmientras preparaba la agrégation, que obtiene en 1946.
A partir de esa fecha, enseñó en la Prytanée National Militaire de La Flèche, donde permaneció hasta 1965. En 1966, se incorporó a la Universidad de Clermont-Ferrand antes de convertirse en profesor de París X en 1971. Allí enseñó hasta su jubilación en 1982.
Padre de una pequeña, Cécile, en 1945, perdió a su esposa en 1978. Se volvió a casar en 1982 y vivió en España hasta sus últimos días en 1992.
Fue autor de numerosas obras filosóficas y de divulgación. En 1951, su obra titulada "Le bouddhisme" fue publicada por primera vez por la PUF, en la colección Que sais-je?. Este libro, que se ha reimpreso más de veinte veces, es una obra de referencia introductoria al budismo. Henri Arvon describe en primer lugar las raíces políticas y espirituales del budismo y, a continuación, intenta describir los principios generales del budismo, así como las condiciones de su difusión por Asia. 